# Croton pampangensis
Espèce
Croton pampangensis est une espèce de plantes à fleurs du genre Croton et de la famille des Euphorbiaceae, présente aux Philippines.